# 塔兰托别墅植物园
塔兰托别墅植物园（Giardini Botanici Villa Taranto）是意大利西北部皮埃蒙特大区韦尔巴尼亚的一座占地16公顷的植物园，位于马焦雷湖西岸。
植物园由苏格兰人Neil McEacharn将军建于1931-1940年。将军1884年出生于英国伦敦汉诺威广场他的父亲是苏格兰人 Malcolm Donald McEacharn，母亲玛丽安. 沃森是澳大利亚矿业百万富翁约翰. 博伊德·沃森的女儿。他在第一次世界大战中在英军服役，获得大英帝国勋章。1931年，将军购买了一座19世纪末的别墅及毗邻庄园，将其更名为塔兰托别墅，以纪念他的祖先，拿破仑时期的塔兰托公爵埃蒂安-雅克-约瑟夫-亚历山大·麦克唐纳。
植物园于1952年向公众开放。1964年将军去世后，植物园由一个非营利组织经营。塔兰托别墅本身并不向公众开放，而是由政府所使用。。今天，植物园有2万个植物品种，代表着超过3000个物种,用7公里的无障碍通道串连。其中包括杜鹃花、山茱萸和300种类型大丽菊.它还包含一个小植物标本馆和创始人的陵墓。

## 延伸阅读
- Desmond, Steven.  (Hardback). London: Frances Lincoln. 2016. ISBN 978-0-7112-3630-1.
- Lodari, Carola. . Umberto Allemandi. 2006. ISBN 88-422-0865-5.

45°55′30.85″N 8°33′42.27″E / 45.9252361°N 8.5617417°E